# احمد جلالی
احمد جلالی (زاده ۱۳۲۷ شاهرود) فیلسوف ایرانی و عضو هیئت علمی دانشگاه علامه طباطبایی است. جلالی در ۲ نوبت در سال‌های ۱۳۷۶ تا ۱۳۸۵ و ۱۳۹۲ تا ۱۳۹۹ سفیر و نماینده دائم ایران در سازمان آموزشی، علمی و فرهنگی سازمان ملل متحد یونسکو بوده و در دوران مسئولیت خود در این سازمان ۵ اثر تاریخی ایران را به ثبت رسانده‌است. وی در اوایل انقلاب مدیر طرح و برنامه سازمان صدا و سیما نیز بوده‌است.

## سوابق و مسئولیت‌ها
- سفیر و نماینده دائم ایران در یونسکو از ۱۹۹۷ تا ۲۰۰۶ و از ۲۰۱۳ تا ۲۰۲۱
- ریاست کنفرانس عمومی یونسکو ۲۰۰۱ تا ۲۰۰۳
- رئیس مجمع عمومی کنوانسیون میراث جهانی ۲۰۰۳ تا ۲۰۰۵
- عضویت در شورای عالی دانشگاه سازمان ملل ۲۰۰۱ تا ۲۰۰۷[۴]
- آموزش همکار، دانشگاه منچستر، گروه مطالعات خاورمیانه، منچستر، بریتانیا (۱۹۹۱–۱۹۹۲)
- همکار، مطالعات شرقی و عضو هیئت علمی گروه مطالعات فارسی، مؤسسه شرق، دانشگاه آکسفورد، بریتانیا (۱۹۹۲–۱۹۹۷).
- سفیر و نماینده دائم ایران در یونسکو (۱۹۹۷–۲۰۰۶)
- رئیس، برنامه کمیسیون من، جلسه ۲۹ از کنفرانس عمومی (۱۹۹۷)
- رئیس، میزگرد جوانان، ۲۹ جلسه از کنفرانس عمومی (۱۹۹۷)
- نماینده ایران در هیئت اجرایی یونسکو (۱۹۹۹–۲۰۰۱)
- رئیس، گروه چهارم منطقه ای، آسیا و اقیانوسیه، یونسکو (۱۹۹۹)
- همکاری سازمان و کمک کننده به بسیاری از کنفرانس‌های حمایت مالی سازمان یونسکو با تمرکز بر گفتگوی تمدنها اسلامی و اروپایی
- عضو شورای دانشگاه سازمان ملل متحد (UNU) (2001-2007)
- رئیس‌جمهور از ۳۱ کنفرانس عمومی یونسکو (۲۰۰۱–۲۰۰۳)
- رئیس‌جمهور از میراث جهانی مجمع کنوانسیون عمومی یونسکو (۲۰۰۳–۲۰۰۴)
- رئیس کتابخانه، موزه و مرکز اسناد مجلس شورای اسلامی و مشاور فرهنگی رئیس مجلس (۲۰۰۷-۲۰۰۸)

## تحصیلات
- مهندسی مکانیک، دانشگاه شیراز،
- فلسفه، دانشگاه تهران.
- فلسفه سیاسی، دانشگاه آکسفورد.

## اقدامات وی
- تأسیس دفتر منطقه‌ای یونسکو در تهران
- مرکز بین‌المللی قنات در یزد
- تأسیس مرکز مطالعات آب شهری در تهران
- تثبیت تعلق تاریخی دانش و تجربهٔ قنات به ایران در یونسکو
- ثبت تخت سلیمان، پاسارگاد و آرامگاه کوروش بزرگ، ارگ بم و منظر تاریخی و فرهنگی بم، گنبد سلطانیه و نهایتاً بیستون در فهرست میراث جهانی یونسکو[۵][۶]